# Mars naturliga satelliter

Phobos och Deimos omloppsbanor (i skala), sett ovanför Mars nordpol.

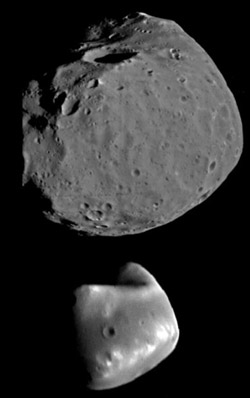
Jämförelse av Phobos (ovan) och Deimos (nedan) storlek.

Planeten Mars har två kända månar, Phobos och Deimos. Båda månarna upptäcktes av matematikern Angeline Stickney Hall och astronomen Asaph Hall 1877. De är namngivna efter krigsguden Mars/Ares två demoniska söner och följeslagare Phobos (skräck) och Deimos (fruktan) i den antika mytologin. Månarna har dock tilldelats de grekiska namnen på sönerna, till skillnad från planeten, som är uppkallad efter den romerske guden.
Sedan upptäckten 1877 har man sökt efter flera månar runt Mars. En undersökning gjordes så sent som 2004 av Scott S. Sheppard med flera. De använde ett teleskop som hade kunnat upptäcka en måne med en diameter på endast 90 meter, förutsatt ett albedo på 0,07 eller högre. Undersökningen täckte hela Hillsfären förutom dess allra innersta delar (på grund av ljusstörningar från Mars), men trots detta fann inte heller de någon ny Marsmåne, och tillsammans med andra undersökningar kan man dra slutsatsen att det med största sannolikhet inte finns fler månar runt Mars.

## Upptäckt

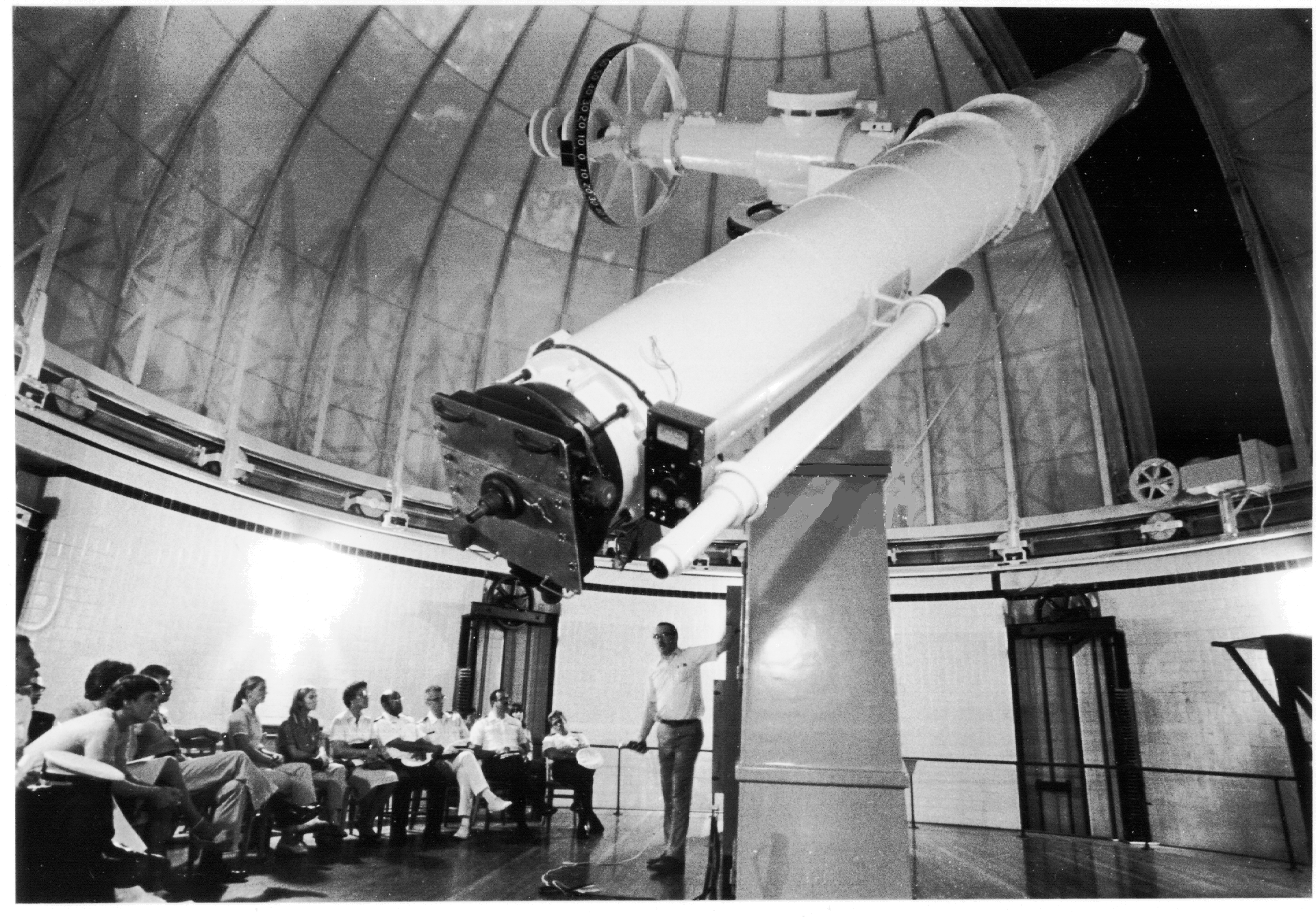
Teleskopet som användes för att upptäcka Deimos och Phobos.

Månarna upptäcktes med bara några dagars mellanrum av den amerikanska astronomen Asaph Hall år 1877 vid US Naval Observatory i Washington D.C.. Deimos upptäcktes först, den 12 augusti, medan Phobos sågs ett par dagar senare, den 18 augusti, när Hall egentligen försökte observera Deimos.
I anteckningsboken från upptäckten av månarna av Asaph Hall kan man läsa:
"Jag upprepade undersökningen under den tidigare delen av natten den 11 augusti, och igen fann jag ingenting, men när jag försökte ett par timmar senare fann jag ett svagt objekt på den följande sidan och något norr om planeten. Jag hade knappt tid att säkra en position innan dimma från floden stoppade arbetet. Det här var klockan halv tre på natten den 11:e. Molnigt väder skymde sedan sikten i flera dagar.
Eftersom vädret den 15 augusti såg mer lovande ut, sov jag över på observatoriet. Himlen klarnade upp efter ett åskväder klockan 11 och sökningen fortsatte. Dock var atmosfären i väldigt dåligt skick och Mars var så flimrande och ostadig att ingenting kunde ses av objektet, vilket vi nu vet vid den tiden var så nära planeten att det skulle ha varit osynligt.
Den 16 augusti hittades objektet igen på den följande sidan av planeten, och observationerna den natten visade att den rörde sig med planeten, och om det var en satellit, var nära en av dess elongationer. Fram till nu hade jag inte sagt någonting till någon vid observatoriet om mitt sökande efter en satellit runt Mars, men när jag lämnade observatoriet efter dessa observationer den 16:e, ungefär klockan tre på morgonen, berättade jag för min assistent, George Anderson, som jag hade visat objektet för, att jag trodde att jag hade upptäckt en satellit runt Mars. Jag sa till honom att vara tyst eftersom jag inte ville säga någonting innan saken var bortom tvivel. Han sa ingenting, men saken var för bra för att behålla och jag berättade det själv. Den 17 augusti mellan klockan ett och två, medan jag reducerade mina observationer, klev professor Newcomb in på mitt rum för att äta sin lunch och jag visade honom mina mätningar av det svaga objektet nära Mars vilka visade att det rörde sig med planeten.
Den 17 augusti medan jag väntade och sökte efter den yttre månen, upptäckte jag den inre. Observationerna den 17:e och den 18:e säkerställde bortom tvivel arten av dessa objekt och upptäckten tillkännagjordes offentligt av amiral Rodgers."
Namnen föreslogs sedan av Henry Madan, vid Eton College, från bok XV i Iliaden, där Ares åkallar Fruktan och Skräck (Deimos och Phobos).

## Phobos

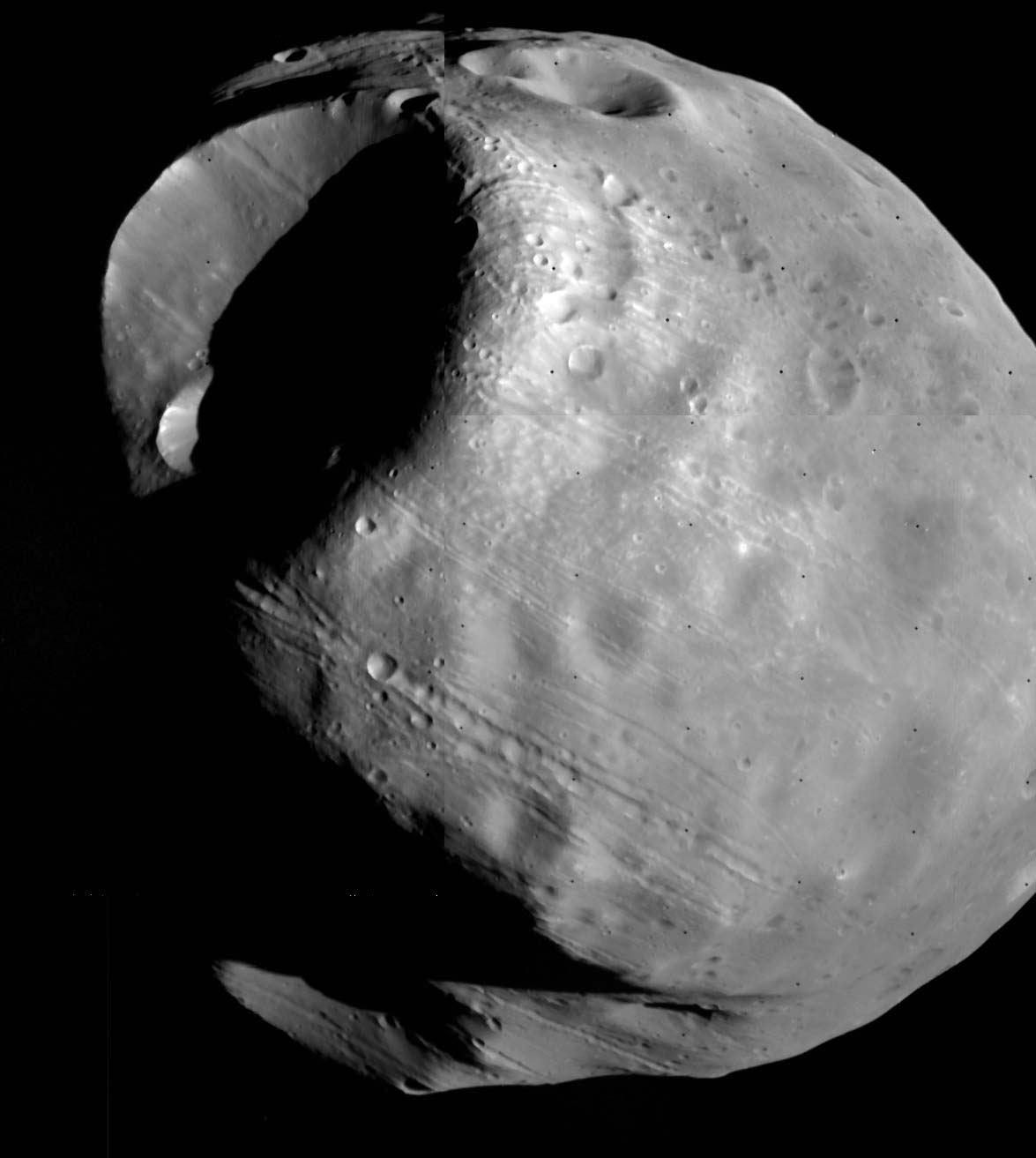
Phobos är den inre av Mars månar.

Phobos är den större och inre av Mars två månar och har fått sitt namn från den grekiska mytologin efter Phobos, son till krigsguden Ares (Mars i romersk mytologi). Phobos kretsar närmare en planet än någon annan måne i solsystemet, mindre än 6 000 km ovanför Mars yta, och är också en av de mindre månarna man känner till. Dess officiella beteckning är Mars I. 
Phobos låga bana betyder att den så småningom kommer att förstöras. Samma krafter som styr tidvattnet på jorden sänker dess bana, för tillfället med en hastighet av 1,8 cm per år. Om 30-80 miljoner år kommer den antingen att kollidera med Mars eller brytas upp i en planetär ring, vilket är mer troligt.
Ett av Phobos mest utmärkande drag är nedslagskratern Stickney. Kraften från nedslaget bör ha varit nära att krossa den lilla månen, och man anser att det är detta nedslag som har gett upphov till de ränder och fåror som finns på ytan.

## Deimos

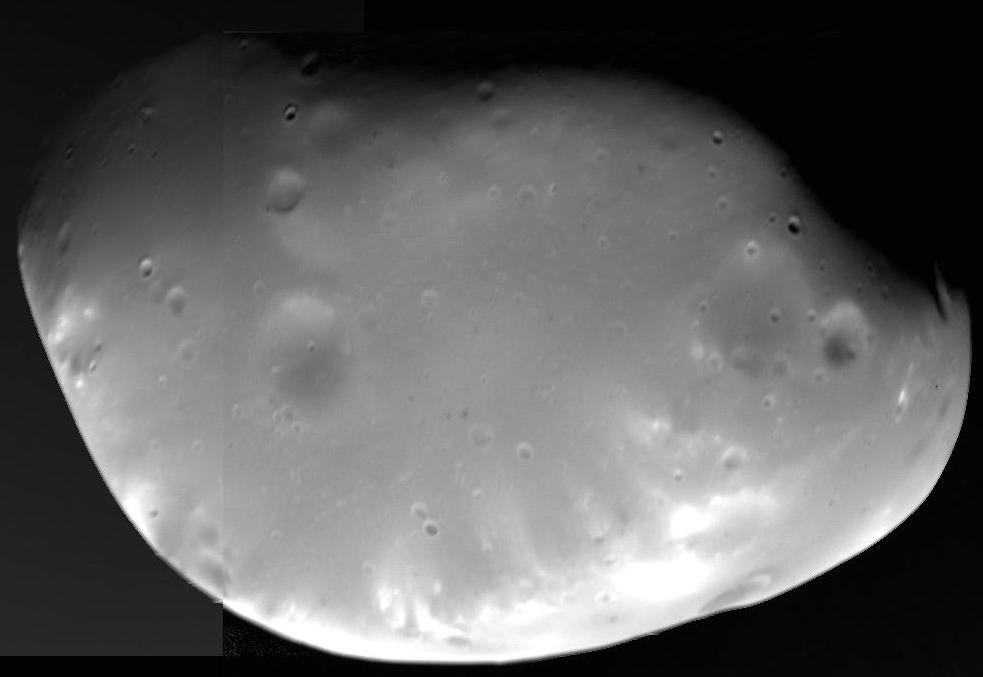
Deimos.

Deimos är den mindre och yttre av Mars två månar och är bland de minsta månar man känner till i solsystemet. Deimos har precis som Phobos en mycket oregelbunden form. Deimos densitet är precis som hos många asteroider väldigt låg, endast 1,7 g/cm3. Den påminner även när det gäller ytmaterial mycket om en speciell sorts kolrika asteroider.

## Ursprung
Ursprunget till de båda månarna är fortfarande inte helt klarlagt. Deras låga albedo och sammansättning av kolhaltiga kondriter liknar asteroider, och den vanligaste uppfattningen är att de är asteroider som har fångats in av Mars gravitation. Phobos instabila bana tycks peka på ett relativt nyligt infångande. Båda har cirkulära banor mycket nära ekvatorn, vilket är ovanligt för infångade objekt och svårt att förklara. Ackretion tidigt i Mars historia är en annan möjlighet, men förklarar inte att månarnas sammansättning mer påminner om asteroider än om Mars. En tredje modell är att material vid en kollision mellan Mars och ett annat okänt objekt kastats upp från Mars yta och samlats i omloppsbana, men denna teori brottas även den med sammansättningsproblem. Det är givetvis fullt möjligt att de båda månarna inte har samma typ av ursprung.

## Jonathan Swifts förutsägelse
I del 3 kapitel 2 ("Resan till Laputa") i Jonathan Swifts kända satir Gullivers resor, skriven 1726 (151 år före månarnas upptäckt) finns en förutsägelse. Enligt sagan hade Laputas astronomer upptäckt två satelliter hos Mars som gick banor på ett avstånd av 3 och 5 marsdiametrar, och med perioder på 10 respektive 21,5 timmar. I verkligheten är siffrorna 1,4 och 3,5 diametrar samt 7,6 och 30,3 timmar. Detta är ett märkligt sammanträffande, inget teleskop på Swifts tid skulle ha varit i närheten kraftigt nog för att upptäcka månarna.
En liknande "upptäckt" gjordes av Voltaire i hans interplanetära äventyrsberättelse Micromegas vilken tros vara influerad av Jonathan Swifts Gullivers resor. För att hedra dessa förutsägelser har man döpt två kratrar på Deimos till Swift och Voltaire.